# Bánhorváti
Bánhorváti is een plaats (község) en gemeente in het Hongaarse comitaat Borsod-Abaúj-Zemplén. Bánhorváti telt 1607 inwoners (2001).